# Jaylen Barron
Jaylen Barron (Reno, 31 de agosto de 1997) é uma atriz norte-americana. Ela é conhecida por seus papéis como Zoe Phillips em Free Rein e Trish em Blindspotting.

## Biografia
Barron nasceu em Reno, Nevada, sua mãe é de origem mexicana, enquanto seu pai é afro-americano. Ela tem uma irmã mais nova chamada Sofia Barron, que também é atriz de profissão.

## Filmografia
| Ano        | Título                                | Papel             | Notas                            |
| ---------- | ------------------------------------- | ----------------- | -------------------------------- |
| 2012       | Bones                                 | Ashley Otton      | Episódio: "The Bump in the Road" |
| 2012       | Shake It Up                           | Melanie           | Episódio: "Protest It Up"        |
| 2012–2013  | See Dad Run                           | Mary              | 8 episódios                      |
| 2013–2014  | Boa Sorte, Charlie!                   | Lauren Dabney     | 5 episódios                      |
| 2016       | Shameless                             | Dominique Winslow | Recurring role                   |
| 2016, 2019 | Those Who Can't                       | Tina              | 2 episódios                      |
| 2017       | Explosion Jones                       | Jenny Jones       | 1 episódio                       |
| 2017–2019  | Free Rein                             | Zoe Phillips      | Elenco principal                 |
| 2018       | Noches con Platanito                  | Herself           | Guest; 1 episódio                |
| 2018       | Free Rein: The 12 Neighs of Christmas | Zoe Phillips      |                                  |
| 2019       | Free Rein: Valentine's Day            | Zoe Phillips      |                                  |
| 2019       | Twelve Forever                        | Esther            | Elenco principal                 |
| 2021       | 9-1-1                                 | Katie             | Episódio: "Alone Together"       |
| 2021–2023  | Blindspotting                         | Trish             | Elenco principal                 |